# Fronte Polisario
Il Fronte Polisario, dall'abbreviazione spagnola di Frente Popular de Liberación de Saguía el Hamra y Río de Oro (in italiano: Fronte di Liberazione Popolare di Saguia el Hamra e del Río de Oro), è un'organizzazione militante e un movimento politico attivo nel Sahara Occidentale, al fine di ottenere la realizzazione del diritto all'autodeterminazione. Dal 9 luglio 2016 il segretario generale è Brahim Ghali.

## Storia
Il movimento viene fondato il 10 maggio 1973 con l'intento di ottenere l'indipendenza del Sahara Occidentale dalla colonizzazione spagnola e successivamente dall'occupazione militare del Marocco e della Mauritania. Il Polisario è il successore del Movimento di Liberazione del Sahara, fondato nel 1967 e represso militarmente dal regime franchista. Uno dei fondatori del Polisario è El Ouali Mustapha Sayed, ex membro del Partito Comunista del Marocco.
Sin dalla fondazione, il Polisario organizza la guerriglia contro le forze di occupazione. Si tratta della prima strategia di guerriglia organizzata in un territorio desertico (cfr. Choum). A partire dal 1975 il Polisario si stabilisce a Tindouf, nell'Algeria occidentale. Nello stesso anno, l'ONU riconosce il Fronte, e la Corte internazionale di giustizia dell'Aja riconosce il diritto all'autodeterminazione del popolo sahrawi.
Il 27 febbraio 1976 il Polisario proclama formalmente la Repubblica Democratica Araba dei Sahrawi. La Repubblica è stata riconosciuta da 76 stati, principalmente africani e sudamericani, dall'Unione Africana ma non dall'ONU. Alcuni Paesi non hanno riconosciuto la Repubblica, ma riconoscono il Fronte come rappresentante dei separatisti; altri, non riconoscono né il Fronte, né l'annessione unilaterale del Marocco dell'area. Nessuno Stato ha riconosciuto formalmente l'annessione del Sahara Occidentale da parte del Marocco. La Repubblica ha un presidente, che è il segretario del Fronte (dal 12 luglio 2016 Brahim Ghali, segretario dal 9 luglio precedente), e un governo in esilio, guidato da un primo ministro (dal 4 febbraio 2018 Mohamed Wali Akeik).
Il 5 agosto 1979 il Polisario firma un trattato di pace con la Mauritania, che ritira le truppe dal territorio occupato e lo cede al Fronte. L'accordo non viene riconosciuto dal Marocco che occupa a sua volta l'area. I combattimenti con il Marocco continuano fino al cessate il fuoco firmato il 6 settembre 1991 e monitorato dalla missione dell'ONU MINURSO ((FR)  Mission des Nations unies pour l'organisation d'un référendum au Sahara occidental – (IT)  Missione delle Nazioni unite per l'organizzazione di un referendum nel Sahara Occidentale).
Il Marocco, per contrastare l'esercito del Fronte Polisario armato e finanziato dall'Algeria e da Gheddafi, edifica otto mura di sabbia e pietra, il muro marocchino, minando abbondantemente la zona circostante. Il Polisario controlla una striscia desertica del Sahara Occidentale, praticamente disabitata, a est dei muri. Si stima che i militanti siano circa 10.000 elementi. Le truppe non sono dislocate nel Sahara Occidentale ma sono concentrate a Tindouf (Tinduf). Il Fronte deteneva fino ad alcuni anni fa circa 500 prigionieri di guerra marocchini, alcuni dei quali da oltre 20 anni. Il Polisario organizza i campi profughi per la popolazione sahrawi nella provincia di Tindouf.
L'ultimo piano di pace dell'ONU, preparato dall'inviato nel Sahara Occidentale, James Baker III, prevede la soppressione della Repubblica Democratica Araba Sahraui e la sua sostituzione con l'Autorità per il Sahara Occidentale. L'Autorità dovrebbe avere il compito di assicurare l'autonomia del territorio sotto il governo marocchino durante un periodo di transizione di cinque anni al termine del quale è previsto un referendum per l'indipendenza del Sahara Occidentale. L'Autorità non si è ancora insediata e il referendum non si è ancora tenuto. Nel frattempo il tradizionale appoggio della Libia e Algeria al Fronte Polisario è progressivamente venuto meno.

## Banca centrale
Il Fronte Polisario, dagli inizi del 1975, ha coniato monete e stampato banconote della peseta sahrawi in funzione come banca centrale.